# My Heart Draws a Dream
My Heart Draws a Dream è un brano musicale del gruppo musicale giapponese de L'Arc~en~Ciel, pubblicato come terzo singolo estratto dall'album Kiss il 29 agosto 2007. Il singolo ha raggiunto la prima posizione della classifica Oricon dei singoli più venduti in Giappone, vendendo 147 634 copie.

## Tracce
CD Singolo KSCL-1159
1. MY HEART DRAWS A DREAM
2. Feeling Fine 2007
3. MY HEART DRAWS A DREAM (hydeless version)
4. Feeling Fine 2007 (TETSU P'UNKless version)

Durata totale: 16:17

## Classifiche
| Classifica (2007) | Posizione più alta |
| ----------------- | ------------------ |
| Giappone (Oricon) | 1                  |